# RUNOFF
RUNOFF fue el primer programa de computadora de procesado de textos en ser usado significativamente. Fue escrito originalmente en 1964 para el sistema operativo CTSS por Jerome H. Saltzer en ensamblador MAD. Originalmente consistía en dos programas distintos, TYPSET (que era básicamente un editor de textos) y RUNOFF (el procesador de la salida), y tenía soporte para paginación y encabezados, así como justificación de texto, siendo el primer programa capaz de hacerlo y contar con otras capacidades (a diferencia de TJ-2 que no tenía ninguna otra característica).
RUNOFF es predecesor directo de runoff de Multics, y así es ascendiente de roff y los más recientes nroff y troff, junto con sus implementaciones. También es el ancestro del programa FORMAT para el IBM System/360, y es ancestro indirecto de todos los procesadores de textos actuales.
El nombre del programa tiene sus orígenes supuestamente en la frase en inglés I'll run off a copy'.